# North American Soccer League Indoor 1983-1984
L'edizione indoor 1983-1984 fu il penultimo atto della NASL: nell'estate del 1984, infatti, si tenne l'ultima stagione all'aperto e la Lega si sciolse definitivamente. Nel clima ormai di crisi che attanagliava la NASL (per mancanza di fondi non si riuscì neppure a organizzare la stagione indoor 1982-1983), le squadre partecipanti al campionato indoor furono solo sette, e non vi fu neppure bisogno di suddividerle in gironi o divisioni: fu disputato un girone unico al termine del quale le prime quattro classificate giocarono le semifinali secondo il criterio della scelta riservata alla miglior piazzata in regular season. Vinsero il titolo, per il secondo anno consecutivo, i San Diego Sockers, veri specialisti del calcio indoor in quanto, una volta trasmigrati alla MISL I (Major Indoor Soccer League), riportarono una serie di 7 vittorie in 9 stagioni.

## Squadre partecipanti
- Chicago Sting, G.B. Earthquakes, N.Y. Cosmos, San Diego Sockers, T.B. Rowdies, Tulsa Roughnecks, Vancouver Whitecaps

## Classifiche

### Regular Season
|  | Squadra             | G  | V  | P  | GF  | GS  | ‰   |
|  | ------------------- | -- | -- | -- | --- | --- | --- |
|  | San Diego Sockers   | 32 | 21 | 11 | 196 | 148 | 656 |
|  | Chicago Sting       | 32 | 20 | 12 | 219 | 198 | 625 |
|  | N.Y. Cosmos         | 32 | 20 | 12 | 183 | 148 | 625 |
|  | G.B. Earthquakes    | 32 | 19 | 13 | 206 | 190 | 594 |
|  | Vancouver Whitecaps | 32 | 12 | 20 | 187 | 209 | 375 |
|  | Tulsa Roughnecks    | 32 | 11 | 21 | 166 | 216 | 344 |
|  | T.B. Rowdies        | 32 | 9  | 23 | 177 | 225 | 281 |

### Semifinali
|                   |   |                  | Gara 1 | Gara 2 | Gara 3 |  |
| N.Y. Cosmos       | - | Chicago Sting    | 4 - 3  | 3 - 7  | 8 - 7  |  |
| San Diego Sockers | - | G.B. Earthquakes | 5 - 2  | 7 - 2  |        |  |

## Finale
|  | San Diego Sockers | 3 – 0 | N.Y. Cosmos |  |
|  |                   |       |             |  |